# Legend of the Seven Dreams
Albums de Jan Garbarek
All those Born with Wings
(1986) I Took up the Runes
(1990)
Legend of the Seven Dreams est un album du saxophoniste norvégien Jan Garbarek, paru en 1988 sur le label Edition of Contemporary Music. C'est un disque en quartet avec Jan Garbarek au saxophone ténor et soprano, Rainer Brüninghaus aux claviers, Eberhard Weber à la contrebasse et Naná Vasconcelos aux percussions. Le disque est enregistré en juillet 1988 par Jan Erik Kongshaug.

## Description

### Musiciens
- Jan Garbarek - saxophone ténor, saxophone soprano, flûte, percussions
- Rainer Brüninghaus - claviers
- Eberhard Weber - contrebasse
- Naná Vasconcelos - percussions, voix

### Titres
| No | Titre                   | Durée |
| -- | ----------------------- | ----- |
| 1. | He comes from the north | 13:34 |
| 2. | Aichuri, the song man   | 5:03  |
| 3. | Tongue of Secrets       | 8:07  |
| 4. | Brother Wind            | 8:03  |
| 5. | Its Name is Secret Road | 1:43  |
| 6. | Send Word               | 7:12  |
| 7. | Voy Cantando            | 6:48  |
| 8. | Mirror Stone I          | 1:11  |
| 9. | Mirror Stone II         | 2:29  |